# Eurysthenes (Pergamon)
Eurysthenes (altgriechisch Εὐρυσθένης) war ein Nachkomme des spartanischen Königs Damaratos. Nach seiner Absetzung (491 v. Chr.) hatte Damaratos beim persischen König Dareios I. Zuflucht gesucht und von diesem eine die Städte Pergamon, Teuthrania und Halisarna umfassende Herrschaft verliehen bekommen. Über dieselben Städte herrschten Eurysthenes und sein Bruder Prokles etwa 100 Jahre später, wobei ihre gemeinsame Regierung jedenfalls für das Jahr 399 v. Chr. bezeugt ist.